# 最大保証金額
最大保証金額 (英: Guaranteed maximum price, GMP、Not-to-exceed, NTE/NTX）は、契約上の価格条件を決めるときに設定される上限価格のこと。保証上限金額、最高限度額など様々な呼び方で呼ばれることがある。
最大保証金額契約とは、オープンブック契約ともいわれ、請負業者は上限金額条件付きで実費と固定の手数料を受け取る方式である。
最大保証金額が設定されている契約では、追加要件により契約変更で最大保証金額が増えた場合を除き、請負業者がコスト超過の責任を負う。
最大保証金額契約では、コスト削減効果は発注者に返還される。これは、固定価格契約（定額契約または一括請負契約とも呼ばれる）の場合とは異なる。固定価格契約では、コスト削減効果は請負業者側の利益となる。 